# スーパー素数
スーパー素数（スーパーそすう、英：super prime）または超素数は、素数の数列における素数番目の素数のことである。例えば11は5番目の素数であり、5は素数であることから、11はスーパー素数となる。最も小さいスーパー素数は、最小の素数は2であることから、2番目の素数3が当てはまる。また、1は素数でないことから、1番目の素数2はスーパー素数ではない。スーパー素数は無限に存在する。3から順にスーパー素数を並べると
3, 5, 11, 17, 31, 41, 59, 67, 83, 109, 127, 157, 179, 191, 211, 241, 277, 283, 331, 353, 367, 401, 431, 461, 509, …　（オンライン整数列大辞典の数列 A06450）
となる。

## 再帰的な数え上げによる数列
数列の素数番目の要素を繰り返し取り出すことで、再帰的に数列を生み出すことができる。これらの数列はオンライン整数列大辞典に収録されている。
素数番目の素数番目の素数（スーパー素数番目の素数、オンライン整数列大辞典の数列 A038580）
5, 11, 31, 59, 127, 179, 277, 331, 431, 599, 709, 919, 1063, 1153, 1297, 1523, 1787, 1847, 2221, 2381, …
素数番目の素数番目の素数番目の素数（スーパー素数番目のスーパー素数、オンライン整数列大辞典の数列 A049090）
11, 31, 127, 277, 709, 1063, 1787, 2221, 3001, 4397, 5381, 7193, 8527, 9319, 10631, 12763, 15299, 15823, 19577, 21179, …
素数番目の素数番目の素数番目の素数番目の素数（オンライン整数列大辞典の数列 A049203）
31, 127, 709, 1787, 5381, 8527, 15299, 19577, 27457, 42043, 52711, 72727, 87803, 96797, 112129, 137077, 167449, 173867, 219613, 239489, …
以降の繰り返しはA049202、A057849、A057850、A057851、A057847と続く。
これらの数列の最小の数を取った数列は次のようになる（オンライン整数列大辞典の数列 A007097）：
1, 2, 3, 5, 11, 31, 127, 709, 5381, 52711, 648391, 9737333, 174440041, 3657500101, 88362852307, …